# Tigridia flammea
Tigridia flammea là một loài thực vật có hoa trong họ Diên vĩ. Loài này được (Lindl.) Ravenna miêu tả khoa học đầu tiên năm 1977.